# Sagineae
Sagineae biljni tribus iz porodice klinčićevki. Ime nosi po rodu Sagina, hrvatski nazivan čvorika, koji je raširen po Starom i Novom svijetu, a sastoji se od jednogodišnjeg raslinja i vazdazelenih trajnica. Peripada mu 12 rodova
U Hrvatskoj je poznatija vrsta puzeća trajnica ušiljena čvorika, poznatija kao močvarna zvijezda (Sagina subulata).

## Rodovi
1. Drypis P. Micheli ex L. (1 sp.)
2. Bufonia L. (37 spp.)
3. Lepyrodiclis Fenzl (3 spp.)
4. Thurya Boiss. & Balansa (1 sp.)
5. Minuartia Loefl. (65 spp.)
6. Mcneillia Dillenb. & Kadereit (5 spp.)
7. Minuartiella Dillenb. & Kadereit (6 spp.)
8. Colobanthus Bartl. (23 spp.)
9. Sagina L. (35 spp.)
10. Facchinia Rchb. (7 spp.)
11. Sabulina Rchb. (75 spp.)
12. Habrosia Fenzl (1 sp.)